# 임두환
임두환(1990년 2월 14일 ~ )은 대한민국의 배우이다.

## 학력
- 성균관대학교 연기예술학과

## 출연작

### 드라마
- 《내 남자의 비밀》 (2017년, KBS2) - 도라희 역

### 뮤지컬
- 《내 남자친구에게》
- 《그대와 영원히》
- 《드립걸즈》
- 《사랑은 비를 타고》
- 《화랑》

### 연극
- 《코믹쇼 로미오와 줄리엣》
- 《30만원의 기적》